# Tell Mannas
Tell Mannas (tiếng Ả Rập: بلدة تلمنس), đôi khi đánh vần Telminnes, Tal Trinis, Talmanis, Talmanes hoặc Telmans, là một ngôi làng 5 kilômét (3,1 mi) phía đông Maarrat al-Nu'man. Ngôi làng về mặt hành chính là một phần của quận Maarrat al-Nu'man ở Tỉnh Idlib. Theo Cục Thống kê Trung ương Syria (CBS), Tell Mannas có dân số 11.359 trong cuộc điều tra dân số năm 2004.

## Lịch sử
Trong thời kỳ cuối Umayyad, những lùm cây ô liu của Tall Mannas đã được quân đội của Caliph Marwan II sử dụng để phục kích hoàng tử nổi loạn Umayyad Sulayman ibn Hisham khi ông đi qua khu vực. Vào đầu thế kỷ thứ 9, Tall Mannas được điều khiển bởi Tanukhids dưới thủ lĩnh của họ al-Hawari ibn Hittin, trong cuộc nổi loạn của họ chống lại gia đình ông hoàng Abbasid, các Banu Salih. Tall Mannas đã được Abbasid caliph al-Mutawakkil sử dụng làm nơi cư trú khi ông đến thăm khu vực này vào năm 858. Nó được mô tả bởi nhà địa lý học địa phương Yaqut al-Hamawi như một pháo đài gần Ma'arrat al-Nu'man.
Năm 1079, Tutush I của Damascus bị bao vây nhưng không chiếm được Tall Mannas trong chiến dịch của ông ở miền bắc Syria. Sau đó, vào năm 1098/97, Tall Mannas đã được cộng đồng Kitô giáo của Chính thống giáo Syriacs cư trú và cư dân của nó đã trú ẩn an toàn và hỗ trợ cho Thập tự quân dưới thời Raymond Pomme của Antioch trong cuộc bao vây thất bại của Ma'arrat al-Nu'man. Vài tháng sau, Ma'arrat al-Nu'man bị bắt và toàn bộ dân số của nó bị tàn sát bởi Thập tự quân.